# Ruborridion algadayi
Espèce
Ruborridion algadayi est une espèce d'araignées aranéomorphes de la famille des Theridiidae.

## Distribution
Cette espèce est endémique de Catalogne en Espagne,. Elle se rencontre vers Begues.

## Description
Le mâle holotype mesure 0,87 mm et la femelle paratype 0,93 mm.

## Systématique et taxinomie
Cette espèce a été décrite par Méndez en 2024.

## Publication originale
- Méndez, 2024 : « Diez nuevos registros aracnológicos para Cataluña incluyendo la descripción de dos nuevas especies (Araneae: Salticidae, Theridiidae). » Revista Ibérica de Aracnología, vol. 45, p. 75-82.